# 미래철도DB
미래철도DB는 2001년 12월 13일에 개설된 대한민국의 철도 정보 사이트이다. 국내 신설 예정 철도 및 광역전철, 지하철, 경전철 정보가 수록되어있다. 다만 공개된 자료를 토대로 하는데다 사업상의 문제로 변경 사항이 있을 수 있다.